# Suites pour violoncelle de Britten
Pour les articles homonymes, voir Suite pour violoncelle.
Les Suites pour violoncelle de Benjamin Britten sont constituées de trois suites composées entre 1965 et 1974. Elles sont le fruit d'une amitié étroite entre Mstislav Rostropovitch et le compositeur, débutée en 1960.

## Historique
En 1960, Benjamin Britten est invité par Dmitri Chostakovitch à assister à la première occidentale de son Concerto pour violoncelle no 1 interprété par Rostropovitch au Royal Festival Hall de Londres. Après le concert, Chostakovitch présente Rostropovitch à Britten et c'est ainsi que commence une solide amitié entre le violoncelliste et le compositeur qui conversent dans un allemand très rudimentaire, connu comme le Aldeburgh-Deutsch.
Benjamin Britten se sent alors stimulé à écrire de la musique instrumentale qu'il avait pour ainsi dire abandonnée depuis les années 1940. D'une manière générale, il ne compose pas de musique de façon abstraite ; il y a toujours une relation personnelle derrière chacune de ses œuvres.
Les suites devaient être au nombre de six dans le projet initial, élaboré au cours d’un repas en 1964, comme celles de Johann Sebastian Bach, mais la maladie ne lui permit pas d'achever le cycle au-delà de la troisième pièce. Elles font cependant partie des œuvres majeures du XXe siècle composées pour cet instrument et font constamment référence au cantor de Leipzig : présence d’une partie fuguée dans chacune d’elles, la seconde se terminant par une chaconne et la troisième par une passacaille.

## Structures desSuites pour violoncelle seul
La Suite pour violoncelle no 1, op. 72, a été écrite en 1964 et créée au festival d'Aldeburgh par Mstislav Rostropovitch, le 27 juin 1965. Elle se compose de six sections rassemblées en trois paires :
- Canto primo: Sostenuto e largamente
- Fuga: Andante moderato
- Lamento: Lento rubato
- Canto secondo: Sostenuto
- Serenata: Allegretto pizzicato
- Marcia: Alla marcia moderato
- Canto terzo: Sostenuto
- Bordone: Moderato quasi recitativo
- Moto perpetuo e Canto quarto: Presto

La Suite pour violoncelle no 2 op. 80, a été écrite en 1967 et créée également par Mstislav Rostropovitch au Snape Maltings, le 17 juin 1968. Elle se compose de cinq mouvements :
- Declamato : largo
- Fuga : andante
- Scherzo : allegro molto
- Andante lento
- Ciaccona : allegro

La Suite pour violoncelle no 3 op. 87, a été écrite en 1971 et fut créée par Mstislav Rostropovitch au Snape Maltings, le 21 décembre 1974. Elle se compose de neuf mouvements, reposant sur quatre thèmes populaires russes :
- Introduzione : lento
- Marcia : allegro
- Canto : con moto
- Barcarola : lento
- Dialogo : allegretto
- Fuga : andante espressivo
- Recitativo : fantastico
- Moto perpetuo : presto
- Passacaglia : lento solenne

## Discographie sélective
- Suites pour violoncelle n° 1 & 2, par Mstislav Rostropovitch (Decca Records, 1962/1969)
- Suites pour violoncelle seul, par Torleif Thedéen (BIS Records, 1989)
- Suites pour violoncelle seul, par Pieter Wispelwey (Globe Records, 1992)
- Suites pour violoncelle seul, par Robert Cohen (en) (Decca Records, 1996)
- Suites pour violoncelle seul, par Jean-Guihen Queyras (Harmonia Mundi, coll. « Les nouveaux interprètes », 1998)
- Suites pour violoncelle seul, par Truls Mørk (Virgin Classics, 2000)
- Suites pour violoncelle seul, par Pieter Wispelwey (Channel Classics, 2001)
- Suites pour violoncelle seul, par Sæunn Þorsteinsdóttir (de) (Centaur, 2011)
- Suites pour violoncelle seul, par Daniel Müller-Schott (Orfeo, 2016)
- Suites pour violoncelle seul, par Noémi Boutin (NoMadMusic, 2017)